# Élections législatives indiennes de 1926
Des élections législatives ont lieu dans le Raj britannique en 1926 afin d'élire les membres de l'Assemblée législative centrale.

## Résultats
| Groupe                     | Sièges | Leader               |
| -------------------------- | ------ | -------------------- |
| Swaraj Party               | 38     | Motilal Nehru        |
| Nationalist Party          | 22     | Madan Mohan Malaviya |
| Central Muslims and Allies | 18     | Zulfiqar Ali Khan    |
| Indépendants               | 13     | Muhammad Ali Jinnah  |
| Partis mineurs, autres     | 5      |                      |
| Européens                  | 9      | Darcy Lindsay        |
| Total                      | 105    |                      |
| Source: Schwartzberg Atlas |        |                      |